# Антоніо Нікасо
Антоніо Нікасо (італ. Antonio Nicaso (нар. 1964 року, Каулонія) — італійський автор, професор в університеті, дослідник, спікер та консультант урядів та правоохоронних органів, родом з Калабрії (Італія). Експерт з калабрийської мафії відомої як «Ндрангета».
Нікасо живе і працює в місті Торонто (провінція Онтаріо, Канада). Як викладач проводить курси «Соціальна історія організованої злочинності в Канаді» та «Культура мафії та сила символів, ритуалів та міфу» у Королівському університеті в Кінгстоні (Онтаріо, Канада). Він також викладає в Університеті Св. Ієроніма в Ватерлоо (Онтаріо) та в італійській школі коледжу Міддлберрі в Окленді (штат Каліфорнія, США) і є співдиректором відділу досліджень в судово-криміналістичній семіотики у коледжі Вікторії (University of Toronto).
Нікасо опублікував 30 книг. Його книга «Глобальна мафія» стосується міжнародних злочинних партнерських відносин, опублікована в 1995 році. Він член Консультативної ради Центру Натансона з питань транснаціональних прав людини, злочинності та безпеки в Йоркському університеті (Торонто); член Міжнародної консультативної ради Італійського інституту стратегічних досліджень «Нікколо Макіавеллі» у Римі, а також член консультативного комітету експертів з питань знущання, залякування та насильства в бандах в Монреалі. Президент «Італійської школи та культурного центру» (Торонто).

## Кар'єра
Нікасо почав свою кар'єру як друкований та телевізійний журналіст, пишучи про місцеві італійські феномени, такі як «Ндрангета», «Коза Ностра» та «Каморра».
Пізніше він продовжив розширювати свою спеціалізацію, включивши міжнародні злочинні організації, і з тих пір почав широко публікуватись на англійській та італійській мові. Створивши понад 30 опублікованих робіт, багато з яких були перекладені на інші мови, Нікасо став провідним авторитетом з різних аспектів міжнародних злочинних організацій.
Одне з його останніх видань — «Люди справи. Культура мафії та сила символів, ритуалів і міфів» (2013), яке намагається деконструювати міф мафіозі як почесних людей, пропагований кінематографом, на телебаченні та медіа. «Говорити та не сказати. Десять заповідей Ндрангети в словах її членів» (2012), який показує аналіз використання мовних, поведінкових норм та правил, пов'язаних із тими, хто бере участь у організованій злочинності. Ще одна з його книжок — «Бізнес або кров. Остання війна боса мафії Віто Різзуто» (2015) була зображена в телевізійному серіалі «Дурна кров», де Ентоні Ла Паглія — Віто Різзуто, Пауль Сорвіно, як Ніколо Різзуто і Кім Коутс, як Деклан Гардінер, котрий дебютував восени 2017 року.

## Вибрані публікації

### Англійською
- «Бізнес або кров: остання війна боса мафії Віто Різзуто» (англ. Business or Blood: Mafia Boss Vito Rizzuto's Last War, Random House, 2015. Co-authored with Peter Edwards.)
- «Люди справи: мафіозна культура і сила символів, ритуалів і міфів» (англ. Made Men: Mafia Culture and The Power of Symbols, Rituals, and Myth, Rowman & Littlefield Publishers, Lanham, 2013. Co-authored with Marcel Danesi)
- «Ангели, братки і нарко-терористи: зростаюча загроза глобальних кримінальних імперій» (англ. Angels, Mobsters and Narco-Terrorists: The Rising Menace of Global Criminal Empires, John Wiley and Sons, Toronto, 2005. Co-authored with Lee Lamothe, and translated into French)
- «Рокко Перрі: історія найвідомішого канадського бутлегера» (англ. Rocco Perri: The Story of Canada's Most Notorious Bootlegger, John Wiley and Sons, Toronto, 2004. Translated in Italian)[20]
- «Родовід: підйом і падіння мафіозної королівської сім'ї»(англ. Bloodlines: the Rise and the Fall of the Mafia's Royal Family, Harper Collins, Toronto, 2001. Translated into French)[21][22]
- «Глобальна мафія: новий світовий порядок організованої злочинності» (англ. Global Mafia: The New World Order of Organized Crime, Macmillan Canada, Toronto, 1995. Co-authored with Lee Lamothe, and translated into French, Dutch, Hungarian and Indonesian)
- «Смертельна тиша: вбивства Канадської Мафії» (англ. Deadly Silence: Canadian Mafia Murders, Macmillan Canada, Toronto, 1993. Co-authored with Peter Edwards)[23]

### Італійською
- «Золоті ріки», Мондадорі, 2017. Співавторство з Ніколою Греттері. (італ. Fiumi d'oro, Mondadori, 2017. Co-authored with Nicola Gratteri)
- «Обман мафії», Рай-Ері, 2017. Співавторство з Ніколою Греттері. (італ. L'Inganno della Mafia, Rai-Eri, 2017. Co-authored with Nicola Gratteri)
- «Батько і покровитель. Як Ндрангета стала правлячим класом» (італ. Padrini e Padroni. Come la 'ndrangheta è diventata classe dirigente. Mondadori, 2016)
- «Мафія» (італ. Mafia. Bollati Boringhieri, 2016)
- «Біле золото. Розповіді про людей, незаконних оборотах і грошах з імперії кокаїну», Мондадорі, 2017. Співавторство з Ніколою Греттері. (італ. Oro Bianco. Storie di uomini, traffici e denaro dall'impero della cocaina. Mondadori, 2015. Co-authored with Nicola Gratteri)
- «Злі язики: старі і нові кодекси мафії» Пеллегрині, Козенца, 2014. Співавторство з Джоном Б. Трампером, Мартою Маддалоном та Ніколою Греттері.(італ. Male Lingue: Vecchi e nuovi codici delle mafie. Pellegrini, Cosenza, 2014. Co-authored with John B. Trumper, Marta Maddalon and Nicola Gratteri)
- «Сліди мисливців: історії методів розслідування на місці злочину». Утет, Де Агостіні, Новара, 2014. Співавтор з Серджіо Скьявоне. (італ. Cacciatori di tracce: storie di tecniche di investigazione sulla scena del crime", Utet, De Agostini, Novara, 2014. Co-authored with Sergio Schiavone)
- «Свята вода» (італ. Acqua Santissima: La Chiesa e la 'ndrangheta: storie di potere, silenzi e assoluzioni, Mondadori, Milano, 2013. Co-authored with Nicola Gratteri. Translated into French: Sainte Mafia: Église et 'Ndrangheta: une histoire de pouvoir, de silence et d'absolution)
- «Говорити і не сказати, десять заповідей Ндрангети в словах її членів» (італ. Dire e non dire, I dieci comandamenti della 'ndrangheta nelle parole degli affiliati, Mondadori, Milan, 2012. Translated into French)
- «Мафія пояснила молодим людям» (італ. La mafia spiegata ai ragazzi, Milan, 2011. Co-authored with Marco Pignotti)
- «Правосуддя — це щось серйозне» (італ. La giustizia è una cosa seria, Mondadori, Milan, 2011)
- «Моя боротьба проти Ндрангети» (італ. La malapianta, la mia lotta contro la 'ndrangheta, (My Fight Against the 'ndrangheta) Mondadori, Milan, 2009)[24]
- «Козенца: кровь і ножі» (італ. Cosenza: 'ndrine, sangue e coltelli, Pellegrini Editore, Cosenza, 2009)
- «Великий обман: анти-цінності Ндрангети» (італ. Il Grande Inganno: I disvalori della 'ndrangheta, Pellegrini Editore, Cosenza, 2008)
- «Ндрангета: коріння ненависті» (італ. Ndrangheta: Le radici dell'odio, Aliberti, Reggio Emilia, 2007 and 2010)
- «Без честі: антологія літературних текстів про Ндрангету» (італ. Senza Onore, antologia di testi letterari sulla 'ndrangheta, Pellegrini Editore, Cosenza, 2007)
- «Брати по крові: исторія і бізнес про Ндрангету» (італ. Fratelli di sangue, Storia e affari della ‘ndrangheta, la mafia più potente del mondo, Mondadori, Milan, 2008. Translated into Spanish, Dutch and Slovak)
- «Брати по крові: Ндрангетта між відсталістю і сучасністю: від агро-пастирської мафії до злочинів» (італ. Fratelli di sangue, La 'Ndrangheta tra arretratezza e modernità: da mafia agro-pastorale a holding del crimine, Pellegrini Editore, Cosenza, 2006)
- «Мафія і я: правда Джуліо Андреотті» (італ. Io e la mafia: la verità di Giulio Andreotti, Vibo Valentia, 1995)
- «Ндрангета: філії Калабрійської мафії» (італ. ‘Ndranghete: le filiali della mafia calabrese, Monteleone, Vibo Valentia, 1994. Co-authored with Diego Minuti)
- «Узурпатори та узурповані» (італ. Gli usurpatori e gli usurpati, Pellegrini Editore, Cosenza, 1990)
- «Походження Ндрангети» (італ. Alle origini della 'ndrangheta: la picciotteria, Rubbettino, Cosenza, 1990)